# Morning Midas
Die Morning Midas war ein im Jahr 2006 von Xiamen Shipbuilding Industry gebauter Autotransporter im Besitz der britischen Reederei Zodiac Maritime, der unter der Flagge von Liberia fuhr. Am 23. Juni 2025 sank er nach einem Brand im Nordpazifik.

## Brand und Untergang
Am 26. Mai 2025 verließ die Morning Midas den chinesischen Hafen Yantai in Richtung Lázaro Cárdenas in Mexiko. Das Schiff war von einer Tochtergesellschaft des chinesischen Fahrzeugherstellers SAIC Motor gechartert. An Bord befanden sich nach Angaben des Betreibers etwa 3100 Kraftfahrzeuge, darunter 65 reine Elektroautos und 681 Fahrzeuge mit Hybridantrieb. Am 3. Juni brach circa 300 Seemeilen südlich von Adak auf den Aleuten am Heck ein Großbrand aus. Nach erfolglosen Löschversuchen wurde die 22-köpfige Besatzung auf das vorbeifahrende Containerschiff COSCO Hellas evakuiert. Am 12. Juni wurde von einem ersten Schlepper eine Schleppverbindung zu dem brennenden Schiff hergestellt. Es wurde befürchtet, dass es durch Verrutschen der Ladung Schlagseite erhalten und sinken könnte. Am 16. Juni 2025 traf ein zweiter Schlepper an der Morning Midas ein. Von außen waren zu diesem Zeitpunkt keine Zeichen eines aktiven Brands mehr zu sehen. Ein weiterer Schlepper wurde in den folgenden Tagen erwartet. Am 23. Juni 2025 gegen 16:35 Uhr Ortszeit sank das Schiff. Der Ort des Untergangs liegt etwa 770 Kilometer von der Küste Alaskas entfernt, und der Nordpazifik erreicht an der Stelle des Untergangs eine Tiefe von etwa 5000 Metern. Durch die US-Küstenwache wurden zunächst keine Zeichen der Meeresverschmutzung durch ausgetretenes Öl beobachtet.